# Laetmonice parva
Laetmonice parva är en ringmaskart som beskrevs av Ayrton Amaral och Nonato 1982. Laetmonice parva ingår i släktet Laetmonice och familjen Aphroditidae. Inga underarter finns listade i Catalogue of Life.